# Christina Aguilera: Latin America Tour 2001
El Christina Aguilera: In Concert Tour Latin America fue una serie de conciertos de Christina Aguilera por Latinoamérica durante el 2001, como parte final del tour Christina Aguilera: In Concert Tour.

## Historia
La gira fue elaborada para promocionar el álbum en español lanzado el 2000, Mi reflejo. El primer concierto fue el 14 de enero de 2001, en Puerto Rico. El plan era visitar México, Venezuela, y Panamá, después se adjuntó la visita a Japón, tras el éxito que tuvo el álbum ahí. El tour no pasó por Brasil, posiblemente por razones de tiquetes, ni Ecuador, país natal de su padre.
Los actos de apertura de cada espectáculo estuvieron a cargo de cantantes latinos. Aguilera tomó como material para la gira canciones de su álbum debut y de Mi reflejo.
Con sólo cinco fechas la gira logró acumular 5 millones de dólares.
En Panamá rompió el récord de taquilla, con más de 20 000 personas en el Estadio Nacional. El récord fue posteriormente superado por los Backstreet Boys al albergar más de 25 000 personas en el mismo estadio, utilizando áreas más allá del "outfield" para asientos, y perdiendo calidad de sonido para los presentes. Todavía ostenta el récord de mayor taquilla para un cantante solista y cantante femenina en el país.

## Repertorio
1. Baile arábigo (Introducción de Genio atrapado)
2. Genie in a bottle / Genio atrapado [Medley]
3. Somebody's Somebody
4. So Emotional
5. I Turn to You / Por siempre tú [Medley]
6. Falsas esperanzas
7. When You Put Your Hands on Me
8. Contigo en la distancia
9. Cuando no es contigo (Introducción a la banda - Incluye extractos de "I Need to Know" de Marc Anthony)
10. Pero me acuerdo de ti
11. Ven conmigo (Solamente tú) (Introducción a los bailarines - Incluye extractos de "Got to Be Real" de Cheryl Lynn)
12. Una mujer

## Fechas
| Fecha                | Ciudad           | País        | Lugar                                                   | Teloneros      | Duración (Horas) | Taquilla                    |
| -------------------- | ---------------- | ----------- | ------------------------------------------------------- | -------------- | ---------------- | --------------------------- |
| América Latina       |                  |             |                                                         |                |                  |                             |
| 14 de enero de 2001  | San Juan         | Puerto Rico | Coliseo R. Clemente                                     |                |                  | 15.000                      |
| 16 de enero de 2001  | Ciudad de México | México      | Auditorio Nacional                                      |                | 1:00:00          | 7.000                       |
| 17 de enero de 2001  | Ciudad de México | México      | Auditorio Nacional                                      |                | 1:00:00          | 7.000                       |
| 20 de enero de 2001  | Caracas          | Venezuela   | Estadio Olímpico de la Universidad Central de Venezuela |                |                  |                             |
| 22 de enero de 2001  | Panamá           | Panamá      | Estadio Nacional                                        | Son Miserables | 1:15:00          | 20.000 (Récord de taquilla) |
| Asia                 |                  |             |                                                         |                |                  |                             |
| 30 de enero de 2001  | Osaka            | Japón       | Kosei-Nenkin Hall                                       |                |                  |                             |
| 31 de enero de 2001  | Tokio            | Japón       | NHK Hall                                                |                |                  |                             |
| 1 de febrero de 2001 | Tokio            | Japón       | Shibuya Public Hall                                     |                |                  |                             |